# 田家寨镇 (府谷县)
田家寨镇，是中华人民共和国陕西省榆林市府谷县下辖的一个乡镇级行政单位。

## 行政区划
田家寨镇下辖以下地区：
兴旺庄村、刘沙坬村、李岔村、张圪崂村、尧渠村、南门村、东沟村、苏家坬村、刘家畔村、王沙峁村、张石畔村、水口村和胡家沟村。